# 德国人圣乔治堂

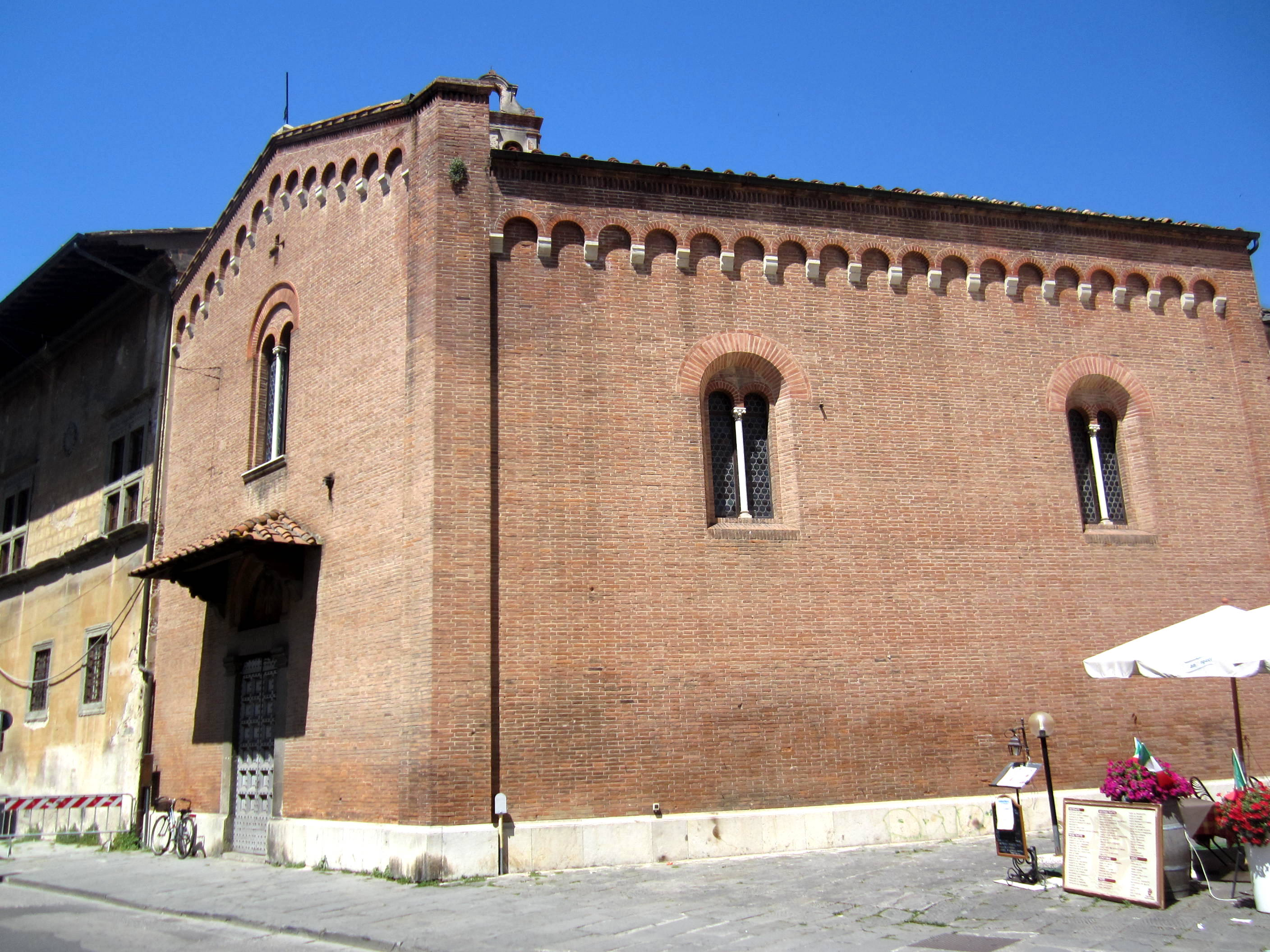

德国人圣乔治堂（San Giorgio ai Tedeschi）是意大利比萨的一座教堂。
该堂建于1316年后，纪念死于蒙特卡蒂尼之战的德国士兵。该堂完全使用砖砌，只有一个房间。内部修复于1722年以后，有一个德国艺术家制作的14世纪十字架，奢华的金色装饰，以及18世纪以来的绘画。